# Étienne Tournyol de Larode
Étienne Tournyol de Larode est un homme politique français né le 28 juillet 1758 à Guéret (Creuse) et décédé le 9 octobre 1855 à Joigny (Yonne).

## Biographie
Propriétaire, maire de Tannerre-en-Puisaye, il est député de l'Yonne de 1827 à 1830, siégeant dans la majorité soutenant les ministères de la Restauration.

## Sources
- « Étienne Tournyol de Larode », dans Adolphe Robert et Gaston Cougny, Dictionnaire des parlementaires français, Edgar Bourloton, 1889-1891 [détail de l’édition]